# Hypercompe haitensis
Hypercompe haitensis är en fjärilsart som beskrevs av Charles Oberthür 1881. Hypercompe haitensis ingår i släktet Hypercompe och familjen björnspinnare. Inga underarter finns listade i Catalogue of Life.